# Batalla de Narva (1700)
Per altres Batalles de Narva, veure Batalla de Narva.
La batalla de Narva el 19 de novembre (C.J.) de 1700 (el 30 de novembre (C.G.)) va ser una batalla als inicis de la Gran Guerra del Nord. Un exèrcit de socors comandat per Carles XII de Suècia va derrotar un exèrcit rus tres cops superior en nombre. Abans, Carles XII havia obligat al Regne de Dinamarca i Noruega a signar el Tractat de Traventhal. Després de Narva, els suecs no s'endinsaren en territori rus, sinó que Carles XII es dirigí cap al sud, per expulsar August II de Polònia de Livònia i de la Confederació de Polònia i Lituània. Pere el Gran perdé a Narva una segona batalla el 1704.

## Preludi
Durant el segle xvii, Rússia estava menys avançada que la resta d'Europa. Va estendre les seves forces armades.Pere I de Rússia pretenia expandir el seu territori a costa de conquerir parts de les províncies sueques del Bàltic. Rússia feu una aliança amb Dinamarca i Noruega i August II de Polònia, rei de Polònia i Lituània i elector de Saxònia, en el Tractat de Preobrazhenskoye, per lluitar contra Suècia, de manera que els tres països ataquessin Suècia des de diversos fronts.
Carles XII, ajudat per la Royal Navy i la marina holandesa, desembarcà per primera vegada a Humlebæk al nord de Copenhaguen i obligant Dinamarca-Noruega a deixar l'aliança l'agost de 1700 (i no s'hi reincorporà fins a 1709). Després va traslladar part de l'exèrcit, a través del Mar Bàltic, a Estònia on s'uní als regiments d'Estònia i Finlàndia de l'exèrcit suec.
El nou tsar de Rússia, Pere I, modernitzaria dràsticament Rússia en els pròxims anys, però l'exèrcit amb el qual va viatjar el 1700, encara estava mal preparat. Pere havia emprat generals i oficials estrangers per millorar les seves forces armades, però encara estaven lluny de ser forces experimentada. Suècia, per contra, posseïa un exèrcit ben entrenat i ben equipat. Carles XII de Suècia tenia la força militar més preparada i equipada del nord d'Europa, encara que no era la més gran, Pere I envejava les tropes del seu rival.
Durant novembre, les tropes russes van envoltar la ciutat sueca de Narva a Estònia (part de Suècia per en aquella època), tractant d'obtenir la seva rendició assetjant-la. Un exèrcit combinat de saxons i polonesos, comandat per August II i Steinau, estava als afores de Riga, a la Livònia sueca. L'exèrcit saxó-polonès, però s'havia aquarterat en els seus campaments d'hivern al sud del riu Daugava, per la qual cosa, Carles XII va decidir fer front a l'amenaça russa, més immediata, a Narva.
Carles XII avança cap a la ciutat per aixecar el setge, i empènyer Pere I cap a les seves bases a Rússia.

## Batalla
El 19 (C.J.) o el 30 (C.G.) de novembre de 1700 (20 de novembre Calendari suec), Carles XII posicionà 8.000 homes (uns altres 2.500 guarnien la ciutat i també prengueren part en la batalla en una fase posterior) el setge rus era mantingut per entre 33.000 0 i 35.000 homes.
L'exèrcit suec estava comandat personalment per Carles XII, assistit pel General Carl Gustav Rehnskiöld. Les forces russes estaven comandades pel tsar Pere I i Carles Eugeni de Croÿ. Reclamat per afers interns importants de Rússia, Pere I deixà Narva pocs dies abans de la batalla i, per tant, no estigué present els dies claus del combat. Confià en què els seus comandants triomfarien en la batalla, i presumí que Carles no atacaria, immediatament, les seves forces fortificades i superiors en nombre. Algunes interpretacions, plantegen que l'allunyament del tsar de Narva dies abans de la batalla era un acte de covardia, la majoria d'Europa es burlà del tsar, després de la batalla per la seva partida. No obstant això, alguns estudiosos creuen que aquesta acusació té poc crèdit, ja que diversos informes, constaten que el tsar s'havia posat en perill físic diverses vegades, abans de la seva partida.
Durant gran part del dia, una tempesta de neu rodejà els dos exèrcits, cosa que feu impossible les operacions. No obstant això, al migdia, el vent va canviar i va bufar, de tal forma que la tempesta de neu anà de cara als russos. Carles veié la seva oportunitat i avançà vers l'exèrcit rus a l'empara de les condicions meteorològiques. Els suecs atacaren en dues columnes, ràpidament trencaren les línies russes, tallant-les en tres i introduint-se entre elles. En un moment crucial, un pont sobre el Narova riu col·lapsar sota les tropes russes en retirada: l'estampida va comportar la pèrdua total de 6.000 homes i la pèrdua de 145 canons. Les tropes russes que restaren a Narva es rendiren.
La rendició russa aportà a l'exèrcit de Carles XII tots els canons de Pere el Gran, així com mosquets i pertrets militats. Aquesta pèrdua russa, deixà les seves tropes supervivents sense gran part del seu equipament essencial. Si Suècia, o qualsevol altre oponent, hagués envaït Rússia immediatament després de Narva, Pere I hauria pogut fer poc per aturar-lo. No obstant això, la victòria tàctica sueca també contenia la llavor de la derrota estratègica del futur. Després de Narva, Carles XII es va convèncer que havia colpejat durament als russos, allunyant-los de la guerra per molt de temps, i en gran manera els va subestimar fins a la batalla de Poltava. Pere, al mateix temps, va aprendre la lliçó de Narva i va iniciar una sèrie d'eficients reformes militars.

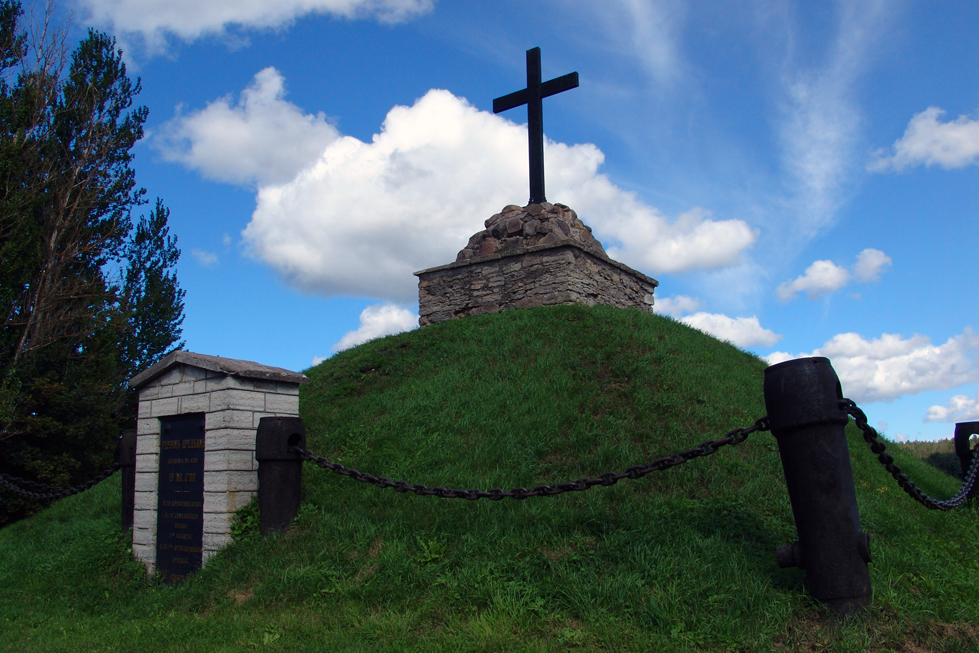
Memorial rus prop de Narva

### Memorial Rus
El 1900, 200 anys després de la batalla de Narva, els regiments Preobrazhensky i Semyonovsky iniciaren la construcció d'un memorial als soldats russos que moriren a la batalla de Narva. El memorial consisteix en un pedestal de granit amb una creu al capdamunt, situat sobre un monticle de terra. La inscripció diu: "Als nostres heroics antecessors que moriren el novembre de 1700".

### Monument a la Victòria

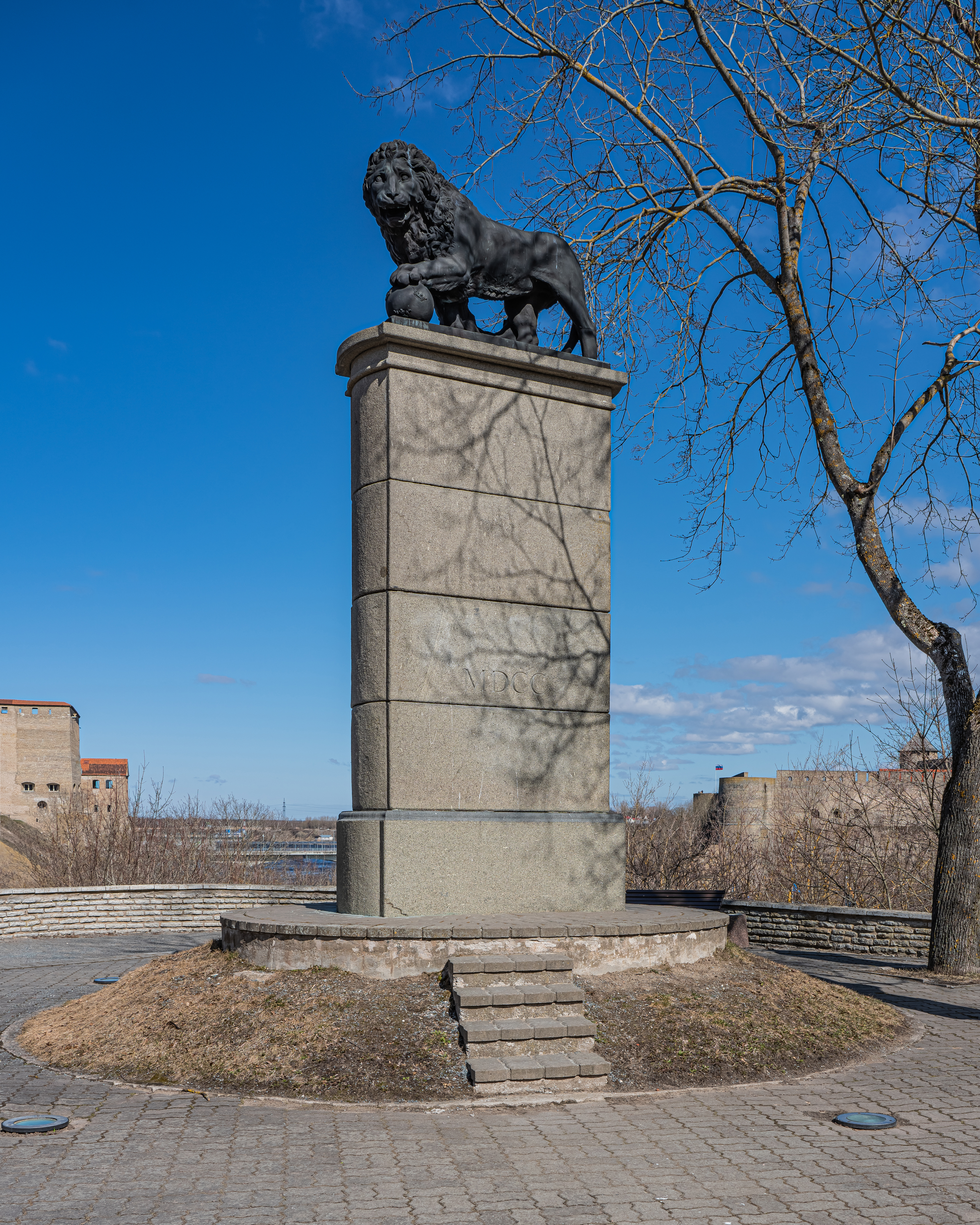
El monument del Lleó Suec a Narva, Estònia

El 20 de novembre de 2000, la ministra d'afers exteriors suec, Lena Hjelm-Wallén, inaugurà un nou memorial per celebrar la victòria. Fou erigit amb la contribució econòmica de l'institut suec, i reemplaçà l'antic memorial erigit el 1936, que desaparegué durant la Segona Guerra Mundial. El monument és el Lleó suec sobre un pedestal de granit. En el pedestal hi ha la següent inscripció en llatí MDCC Svecia Memor: Suècia recorda 1700.

## Segona batalla
Quatre anys després de la primera batalla de Narva, el tsar Pere I emprengué un atac per ocupar la ciutat. Pere avançà amb 45.000 homes. La guarnició de Narva estava sota el comandament del general Henning Rudolf Horn af Ranzien, i estava formada per 3.800 infants i 1.300 genets. Els russos emprengueren un atac en tres fronts i després d'un llarg combat ocuparen Narva. El general Horn, molts oficials i un elevat nombre de soldats suecs foren capturats, patint els suecs unes 3.200 baixes.